# Bythinella dunkeri
Bythinella dunkeri é uma espécie de gastrópode da família Hydrobiidae. 
Pode ser encontrada nos seguintes países: Bélgica e Alemanha. 